# Route nationale 84 (Belgique)
Pour les articles homonymes, voir Route nationale 84.
La route nationale 84 est une route nationale de Belgique qui relie Bastogne au Grand-Duché du Luxembourg. Celle-ci est prolongée à Bras (Bastogne), après la frontière, par la route nationale 15 en direction de Wiltz.

## Description du tracé

### Communes sur le parcours
- Région wallonne
  -  Province de Luxembourg
    - Bastogne

## Statistiques de fréquentation
| BK  | Début             | Fin                       | Trafic moyen journalier (6h–22h, en milliers), | Trafic moyen journalier (6h–22h, en milliers), | Trafic moyen journalier (6h–22h, en milliers), | Trafic moyen journalier (6h–22h, en milliers), | Trafic moyen journalier (6h–22h, en milliers), | Trafic moyen journalier (6h–22h, en milliers), | Trafic moyen journalier (6h–22h, en milliers), |
| BK  | Début             | Fin                       | 1985                                           | 1990                                           | 1995                                           | 2000                                           | 2005                                           | 2010                                           | 2015                                           |
| --- | ----------------- | ------------------------- | ---------------------------------------------- | ---------------------------------------------- | ---------------------------------------------- | ---------------------------------------------- | ---------------------------------------------- | ---------------------------------------------- | ---------------------------------------------- |
| 7,4 | Bastogne (Wardin) | Frontière luxembourgeoise | 3,6                                            | 6,1                                            | 5,5                                            | 7,3                                            | 7,3                                            | –                                              | –                                              |